# 오구라 하루카
오구라 하루카(일본어: 小倉遥, 1984년 8월 9일 ~ )는 일본의 그라비아 아이돌, 배우다.

## 경력
리드샤에서 출판한 《Ego*system》에서 독자 모델로 활동하다 2005년 그라비아 아이돌로 데뷔했다. 그 해 산요 붓산의 파칭코 게임인 신해이야기와 바다이야기에 등장하는 캐릭터 '마린'을 뽑는 대회였던 "산요 이미지걸 마린을 찾아라 2005"에서 그랑프리를 수상했다. 2006년 V 시네마 영화 《레몬엔젤 실사판》을 통해 배우로서 데뷔했다. 2009년 4월 오네다리!! 마스캇토에 출연하며 에비스 마스캇츠에 가입했고, 그룹 해체시까지 활동했다. 2010년 NHK의 대하드라마 《료마전》에도 출연했다.
2015년 3월, 10년간 소속됐던 사무소 버텍스의 임의의 계약 연장과 계약 해지를 거부, 명세서 미공개, 개런티의 지불에 문제가 있음을 공개했다. 이후 변호사를 선임해 계약 해제와 명세서 공개 및 미불금 360만 엔을 청구했으며, 그 해 7월부터 소속사와 계약을 해지해 프리랜서로 활동하고있다.

## 같이 보기
- 그라비아 아이돌
- 에비스 마스캇츠
- 우미모노가타리
- 크림레몬